# سدر اسپانیایی
سدر اسپانیایی (نام علمی: Cedrela odorata) نام یک گونه از سرده سدرهای جعبه‌سیگاری است.